# Мацолада (Венеција)
Мацолада је насеље у Италији у округу Венеција, региону Венето.
Према процени из 2011. у насељу је живело 150 становника. Насеље се налази на надморској висини од 1 м.